# Craig Huneke
Craig Lee Huneke (né le 27 août 1951) est un mathématicien américain spécialisé dans l'algèbre commutative. Il est professeur à l'Université de Virginie.

## Biographie
Huneke est diplômé de l'Oberlin College avec un baccalauréat en 1973 et en 1978, il obtient un doctorat de l'Université Yale sous la direction de Nathan Jacobson et David Eisenbud (Determinantal ideal and questions related to factoriality). Il est ensuite boursier postdoctoral à l'Université du Michigan. En 1979, il devient professeur adjoint au Massachusetts Institute of Technology et à l'Université de Bonn (1980). En 1981, il devient professeur adjoint à l'Université Purdue, où en 1984 il devient professeur associé et professeur en 1987. De 1994 à 1995, il est professeur invité à l'Université du Michigan et en 1999 à l'Institut Max-Planck de mathématiques à Bonn (en tant que boursier Fulbright). En 1999, il est professeur "Henry J. Bischoff" à l'Université du Kansas. En 2002, il est au MSRI. Depuis 2012, il est professeur "Marvin Rosenblum" à l'Université de Virginie.
Avec Melvin Hochster et d'autres, il développe la théorie de la fermeture étanche, un dispositif de la Théorie des anneaux utilisé pour étudier les anneaux contenant un champ de caractéristique p dans lequel l'endomorphisme de Frobenius figure en bonne place. Il étudie également la théorie des liaisons, les algèbres de Rees, la théorie homologique des modules sur les anneaux de Noether, la cohomologie locale, les pouvoirs symboliques des idéaux, les anneaux de Cohen-Macaulay, les anneaux de Gorenstein et les fonctions de Hilbert-Kunz.
Il est conférencier invité au Congrès international des mathématiciens en 1990 à Kyoto (Absolute Integral Closure and Big Cohen-Macaulay Algebras). Il est membre de l'American Mathematical Society.